# Zalesie (powiat nakielski)
Zalesie – wieś w Polsce położona w województwie kujawsko-pomorskim, w powiecie nakielskim, w gminie Szubin.

## Podział administracyjny
Wieś szlachecka, własność wojewody płockiego Piotra Potulickiego, około 1580 roku leżała w powiecie kcyńskim województwa kaliskiego. W latach 1975–1998 miejscowość należała administracyjnie do województwa bydgoskiego.

## Demografia
Według Narodowego Spisu Powszechnego (III 2011 r.) liczyła 895 mieszkańców. Jest piątą co do wielkości miejscowością gminy Szubin.

## Zabytki
Według rejestru zabytków NID na listę zabytków wpisany jest zespół pałacowy z połowy XIX w., nr rej.: 122/A z 30.12.1983:
- pałac
- park
- folwark, przełom XIX/XX w., nr rej.: A/483/1-3 z 7.03.1997:
  - gorzelnia, rok 1869, przełom XIX/XX w.
  - strażnica
  - wozownia